# Ландон
Ландон (лат. Lando; ? —березень 914) — сто двадцять перший папа Римський (серпень 913 — березень 914), за походженням сабінянин, син Таїна. Один з останніх пап, який користувався на престолі власним іменем.